# Prova masculina d'Espasa per equips als JJOO París 2024
La prova masculina d'Espasa per equips als Jocs Olímpics de París 2024 serà la 26a edició de l'esdeveniment masculí en unes Olimpíades. La prova es disputarà el 2 d'agost del 2024 al Grand Palais de la capital francesa.
L'equip del Japó és l'actual campió de la disciplina olímpica després de guanyar l'or als Jocs Olímpics de Tòquio 2020, en vèncer 45 - 36 a la final, a la selecció de Rússia. La selecció de Corea del Sud va aconseguir la medalla de bronze, després de guanyar 45 - 42 a l'equip de la Xina. La victòria del Japó va suposar la primera medalla d'or en la història de l'esdeveniment pel país nipó i també per una selecció asiàtica.
L'equip de França és la selecció més guardonada, amb 9 medalles d'or, 3 medalles de plata i 5 medalles de bronze, en les 25 edicions que la prova d'Espasa per equips masculina ha estat present als Jocs Olímpics.

## Format
Tots els equips classificats, entraran en un sorteig amb caps de sèrie i es realitzaran els quadres d'eliminatòries. L'equip que guanyi, passarà l'eliminatòria i el què perdi entrarà en una eliminatòria amb la resta d'equips que hagin perdut, per decidir la posició final. Els dos equips que guanyin la semifinal, disputaran la final, que decidirà la medalla d'or i la medalla de plata i els perdedors jugaran entre ells per guanyar la medalla de bronze.
Cada equip comptarà amb 3 esgrimistes que participaran en 2 rondes no consecutives en cada combat. Es jugaran 9 rondes de 3 minuts o fins al primer que arribi a 5 tocs. El guanyador serà l'equip que primer arribi als 45 tocs totals o que tingui més tocs un cop s'acabin les 9 rondes.

## Classificació
8 equips s'han classificat per la prova masculina d'Espasa per equips. Les seleccions han estat classificades mitjançant el rànquing d'equips sènior oficial de la Federació Internacional d'Esgrima (FIE) que es va tancar l'1 d'abril de 2024. Els 4 primers equips del rànquing han estat, per aquest ordre, França, Itàlia, Japó i Hongria. Després, cada una de les 4 zones geogràfiques que tingués un equip entre la 5a i la 16a posició també ha classificat una selecció. Així doncs, el Kazakhstan (5a posició) per Àsia, Veneçuela (7a posició) per Amèrica, Txèquia (8a posició) per Europa i Egipte (9a posició) per Àfrica, completaran el torneig.
| Esdeveniment                                           | Places | País       |
| ------------------------------------------------------ | ------ | ---------- |
| 4 primers del rànquing d'equips FIE                    | 4      | França     |
| 4 primers del rànquing d'equips FIE                    | 4      | Itàlia     |
| 4 primers del rànquing d'equips FIE                    | 4      | Japó       |
| 4 primers del rànquing d'equips FIE                    | 4      | Hongria    |
| Millor equip d'Àfrica entre les posicions 5 - 16       | 1      | Egipte     |
| Millor equip d'Àsia-Oceania entre les posicions 5 - 16 | 1      | Kazakhstan |
| Millor equips d'Amèrica entre les posicions 5 - 16     | 1      | Veneçuela  |
| Millor equip d'Europa entre les posicions 5 - 16       | 1      | Txèquia    |

## Medaller històric
| Posició | País                | Or | Argent | Bronze | Total |
| ------- | ------------------- | -- | ------ | ------ | ----- |
| 1       | França              | 9  | 3      | 5      | 17    |
| 2       | Itàlia              | 8  | 4      | 3      | 15    |
| 3       | Hongria             | 3  | 2      | 2      | 7     |
| 4       | Suècia              | 1  | 2      | 1      | 4     |
| 4       | Bèlgica             | 1  | 2      | 1      | 4     |
| 6       | Alemanya Occidental | 1  | 2      | 0      | 3     |
| 7       | Alemanya            | 1  | 0      | 1      | 2     |
| 8       | Japó                | 1  | 0      | 0      | 1     |
| 9       | Regne Unit          | 0  | 3      | 0      | 3     |
| 10      | Polònia             | 0  | 2      | 1      | 3     |
| 11      | Rússia              | 0  | 2      | 0      | 2     |
| 12      | URSS                | 0  | 1      | 4      | 5     |
| 13      | Suïssa              | 0  | 1      | 2      | 3     |
| 14      | Corea del Sud       | 0  | 0      | 1      | 1     |
| 14      | Cuba                | 0  | 0      | 1      | 1     |
| 14      | Equip unificat      | 0  | 0      | 1      | 1     |
| 14      | Estats Units        | 0  | 0      | 1      | 1     |
| 14      | Portugal            | 0  | 0      | 1      | 1     |
| 14      | Països Baixos       | 0  | 0      | 1      | 1     |